# Roderich Bass
Roderich Bass (psáno též Baß) (16. listopadu 1873 Pardubice – 24. května 1933 Vídeň) byl český klavírista a hudební skladatel.
Narodil se v Pardubicích, ale záhy odešel do Vídně. Vystudoval hru na klavír a skladbu. Proslul jako sólista na Salcburském festivalu. S úspěchem spolupracoval se symfonickým orchestrem Vídeňských filharmoniků, Českou filharmonií v Praze a dalšími předními světovými orchestry (Drážďany, Amsterdam, Milán aj.).
Od roku 1917 vyučoval kře na klavír na Nové vídeňské konzervatoři. Mezi jeho žáky patřil mimo jiné rakouský skladatel maďarského původu Karl Schiske (1916–1969).

## Dílo
Skladatelské dílo zahrnuje převážně skladby klavírní, ale komponoval i komorní a orchestrální hudbu. Jeho skladby jsou salonního charakteru, rozsahem kratší a byly určeny spíše k příjemnému poslechu.
Největší úspěch zaznamenala koncertní parafráze valčíku Johanna Strausse „Hlasy jara“. Z jeho díla zůstala živá např. „Symfonická balada“ pro velký orchestr nebo cyklus skladeb pro housle „Pohádkové sny“.